# Palojärvi (sjö i Finland, Norra Karelen, lat 62,82, long 30,50)
Palojärvi är en sjö i Finland. Den ligger i kommunen Joensuu i landskapet Norra Karelen, i den sydöstra delen av landet, 400 km nordost om huvudstaden Helsingfors. Palojärvi ligger 143,2 meter över havet. Den är 25,88 meter djup. Arean är 8,24 kvadratkilometer och strandlinjen är 51,36 kilometer lång. Sjön  ingår i Vuoksens huvudavrinningsområde.   I omgivningarna runt Palojärvi växer i huvudsak barrskog. Den sträcker sig 3,1 kilometer i nord-sydlig riktning, och 10,4 kilometer i öst-västlig riktning.
I övrigt finns följande i Palojärvi:
- Suurisaari (en ö)
- Koivusaari (en ö)